# Kopirna in podstružilna stružnica

## Kopirna stružnica
Kopirna stružnica je stružnica, ki se navadno uporablja v serijski proizvodnji. Z njimi stružimo zunanje in notranje valjaste premere. Kopirna priprava posname obris s šablone ali z vzorca in ga prenese na sani, kjer je orodje. Gibanje glavnih sani in prečnega suporta je avtomatično in ni odvisno od strugarja.

Kopiramo lahko tudi na univerzalnih stružnicah, če jim prigradimo posebno kopirno napravo.

Kopirne stružnice lahko delimo na:
- stružnica z direktnim kopirnim sistemom
- stružnica z indirektnim kopirnim sistemom

Kopirne stružnice se zelo veliko uporabljajo v obdelavi lesenih izdelkov.

## Podstružilna stružnica
Podstružilno stružnico prištevamo h kopirni stružnici, saj obe delujeta na podobnem principu. S podstružilnimi stružnicami izdelujemo oblikovna frezala (modulna in oblikovna frezala za zobnike in navoje).
Podstružilne stružnice so po zunanjem videzu podobne univerzalnim stružnicam, so pa razmeroma kratke izvedbe. Imajo dodatno utorno vreteno, ki po navadi teče vzdolž stružnice v sredini postelje. Običajno lahko na teh stružnicah napravo za podstruženje tudi blokiramo in delamo z njo kot z navadno stružnico.